# Indóház tér (Szeged)
Az Indóház tér Szeged egyik kapuja, hiszen a vonaton utazok számottevő hányada itt érkezik meg a városba.

## Története
A tér 1854, az első szegedi pályaudvar átadása óta tölt be fontos szerepet a város életében. 1902-ben elkészült az állomás új épülete, 1908 óta pedig villamos köti össze a teret Rókus pályaudvarral. 2011-ben a teret teljes mértékben felújították. 2012 március eleje óta pedig a 2-es villamos köti össze a Rókusi körút és a Csongrádi sugárút sarkán található Európa ligettel.

## Közösségi közlekedés
- Ezen villamosjáratok végállomása található a téren: tram-train, 1, 2
- Ezen belvárosi autóbuszjáratok végállomása található a téren: 21, 90
- Ezen kertvárosi autóbuszjárat végállomása található a téren: 77
- További autóbuszok, amelyek áthaladnak: 20

## Galéria

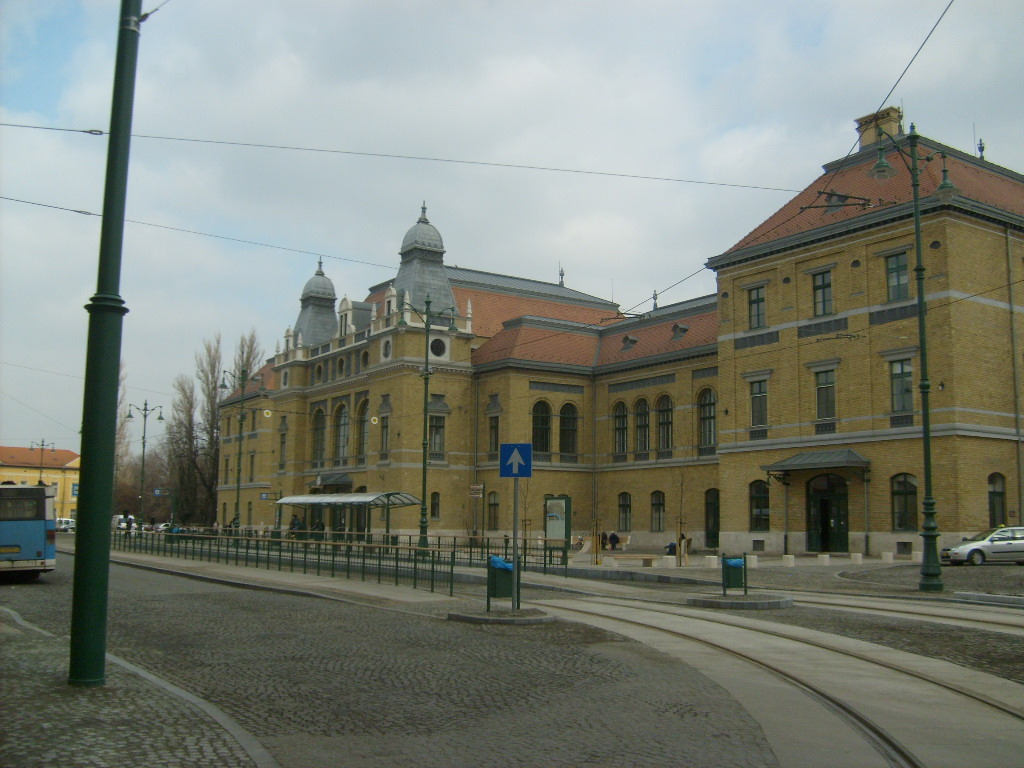
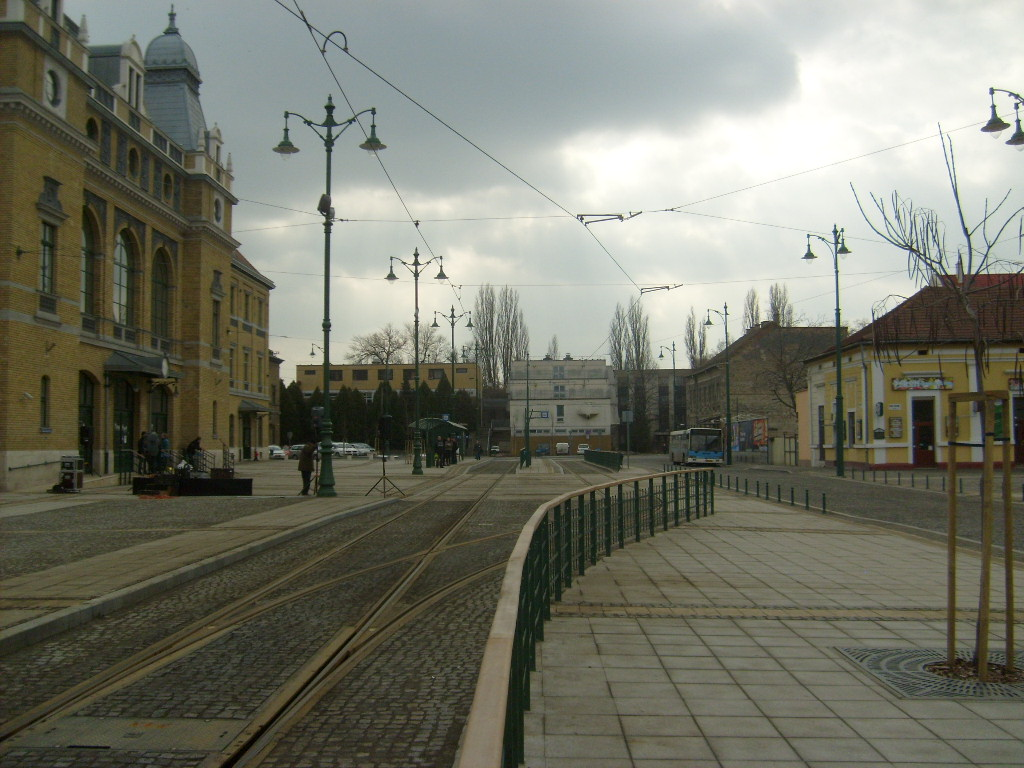